# Hamilton Bohannon
Hamilton Frederick Bohannon (* 7. März 1942 in Newnan, Georgia, USA; † 24. April 2020 in Atlanta, Georgia) war ein US-amerikanischer Schlagzeuger, Bandleader und Musikproduzent der Stilrichtungen Soul, R&B und Disco. Er galt als eine der Leitfiguren der Discomusik der 1970er-Jahre.

## Leben
Nach Absolvierung seines Studiums an der Universität von Clark, Atlanta spielte er in verschiedenen lokalen Bands. Bald wurde er von Stevie Wonder als Schlagzeuger für seine Liveband engagiert. Er zog 1965 nach Detroit und arbeitete dort für die (Tamla) Motown-Studios als Arrangeur und Produzent. Nachdem Motown Detroit 1972 verlassen hatte, blieb er zurück, um seine eigene Band zu gründen.
Nach Vertragsabschluss mit Dakar/Brunswick Records Anfang 1973 veröffentlichte er das Album Stop & Go. Dem folgten bei diesem Plattenlabel innerhalb der nächsten zwei Jahre fünf weitere Alben. Die Musik war geprägt von schweren, stampfenden Bassakzenten und aggressiven Rhythmen. Obgleich verschiedene Titel zu Club-Erfolgen wurden, hielt sich der Erfolg in den Musik-Charts jedoch in Grenzen. 1974 erschien in Deutschland die Single Keep on Dancing.
Der Durchbruch kam 1975 mit dem Titel Disco Stomp, der sieben Wochen lang in den deutschen Top Ten verweilte und es dabei bis auf Platz drei brachte. Obgleich einem anderen Genre zugehörig, erinnert der gleichbleibende, stampfende Rhythmus des fast sechs Minuten langen Stücks an den damals sonst nur bei Krautrock-Musik gehörten Motorik-Sound.
1976 unterschrieb Bohannon bei Mercury Records und hatte zwei Jahre später seinen international größten Erfolg mit Let’s Start the Dance. Die dort zu hörende Zusammenarbeit mit der Sängerin Caroline Crawford wurde bei weiteren Produktionen fortgesetzt. Im Laufe der 1980er Jahre wurden weitere Aufnahmen mit den Sängerinnen Liz Lands und Altrinna Grayson produziert, die jedoch kaum erfolgreich waren.
In Deutschland dürfte der Disco Stomp weiterhin am bekanntesten sein, da er zur Titelmusik der ZDF-Sendung Disco wurde. Die Musik von Bohannon wurde später von anderen Musikern aufgegriffen, z. B. bei The Stomp! von ATB.

## Diskografie

### Studioalben
| Jahr | Titel             | Höchstplatzierung, Gesamtwochen, AuszeichnungChartplatzierungen (Jahr, Titel, Platzierungen, Wochen, Auszeichnungen, Anmerkungen) | Höchstplatzierung, Gesamtwochen, AuszeichnungChartplatzierungen (Jahr, Titel, Platzierungen, Wochen, Auszeichnungen, Anmerkungen) | Höchstplatzierung, Gesamtwochen, AuszeichnungChartplatzierungen (Jahr, Titel, Platzierungen, Wochen, Auszeichnungen, Anmerkungen) | Höchstplatzierung, Gesamtwochen, AuszeichnungChartplatzierungen (Jahr, Titel, Platzierungen, Wochen, Auszeichnungen, Anmerkungen) | Höchstplatzierung, Gesamtwochen, AuszeichnungChartplatzierungen (Jahr, Titel, Platzierungen, Wochen, Auszeichnungen, Anmerkungen) | Anmerkungen                         |
| Jahr | Titel             | DE | AT | CH | UK | US | Anmerkungen                         |
| ---- | ----------------- | --- | --- | --- | --- | --- | ----------------------------------- |
| 1975 | Insides Out       | DE38 (2 Wo.)DE | — | — | — | — | Erstveröffentlichung: August 1975   |
| 1978 | Summertime Groove | — | — | — | — | US58 (19 Wo.)US | Erstveröffentlichung: November 1978 |

grau schraffiert: keine Chartdaten aus diesem Jahr verfügbar
Weitere Veröffentlichungen:
- 1973: Stop & Go
- 1974: Keep on Dancin‘
- 1975: Bohannon
- 1975: Gittin Off
- 1975: South African Man
- 1975: The Mighty Bohannon
- 1976: Dance Your Ass Off
- 1977: Phase II
- 1979: On My Way
- 1979: Cut Loose
- 1979: Too Hot to Hold
- 1979: Music in the Air
- 1980: One Step Ahead
- 1981: Alive!
- 1981: Going for Another One
- 1982: Fever
- 1983: The Bohannon Drive
- 1983: Make Your Body Move
- 1989: Here Comes Bohannon
- 1990: It’s Time to Jam

### Singles
| Jahr | Titel Album                             | Höchstplatzierung, Gesamtwochen, AuszeichnungChartplatzierungen (Jahr, Titel, Album, Platzierungen, Wochen, Auszeichnungen, Anmerkungen) | Höchstplatzierung, Gesamtwochen, AuszeichnungChartplatzierungen (Jahr, Titel, Album, Platzierungen, Wochen, Auszeichnungen, Anmerkungen) | Höchstplatzierung, Gesamtwochen, AuszeichnungChartplatzierungen (Jahr, Titel, Album, Platzierungen, Wochen, Auszeichnungen, Anmerkungen) | Höchstplatzierung, Gesamtwochen, AuszeichnungChartplatzierungen (Jahr, Titel, Album, Platzierungen, Wochen, Auszeichnungen, Anmerkungen) | Höchstplatzierung, Gesamtwochen, AuszeichnungChartplatzierungen (Jahr, Titel, Album, Platzierungen, Wochen, Auszeichnungen, Anmerkungen) | Anmerkungen                       |
| Jahr | Titel Album                             | DE | AT | CH | UK | US | Anmerkungen                       |
| ---- | --------------------------------------- | --- | --- | --- | --- | --- | --------------------------------- |
| 1975 | South African Man                       | — | — | — | UK22 (8 Wo.)UK | — | Erstveröffentlichung: Januar 1975 |
| 1975 | Disco Stomp Insides Out                 | DE3 (22 Wo.)DE | AT9 (16 Wo.)AT | — | UK6 (12 Wo.)UK | — | Erstveröffentlichung: Mai 1975    |
| 1975 | Foot Stompin Music Insides Out          | DE36 (2 Wo.)DE | — | — | UK23 (6 Wo.)UK | US98 (2 Wo.)US | Erstveröffentlichung: Juni 1975   |
| 1975 | Happy Feeling Insides Out               | — | — | — | UK49 (3 Wo.)UK | — | Erstveröffentlichung: August 1975 |
| 1978 | Let’s Start the Dance Summertime Groove | — | — | — | UK56 (4 Wo.)UK | — | Erstveröffentlichung: August 1978 |
| 1982 | Let’s Start II Dance Again Alive!       | — | — | — | UK49 (10 Wo.)UK | — | Erstveröffentlichung: Januar 1982 |